# Оборона Брестской крепости
Оборо́на Бре́стской кре́пости в ию́не 1941 го́да — оборонительные боевые действия подразделений Рабоче-крестьянской Красной армии (РККА) против наступающих войск нацистской Германии, проходившие в районе Брестской крепости и в черте города Бреста. Является одним из первых сражений Великой Отечественной войны.

## Накануне войны

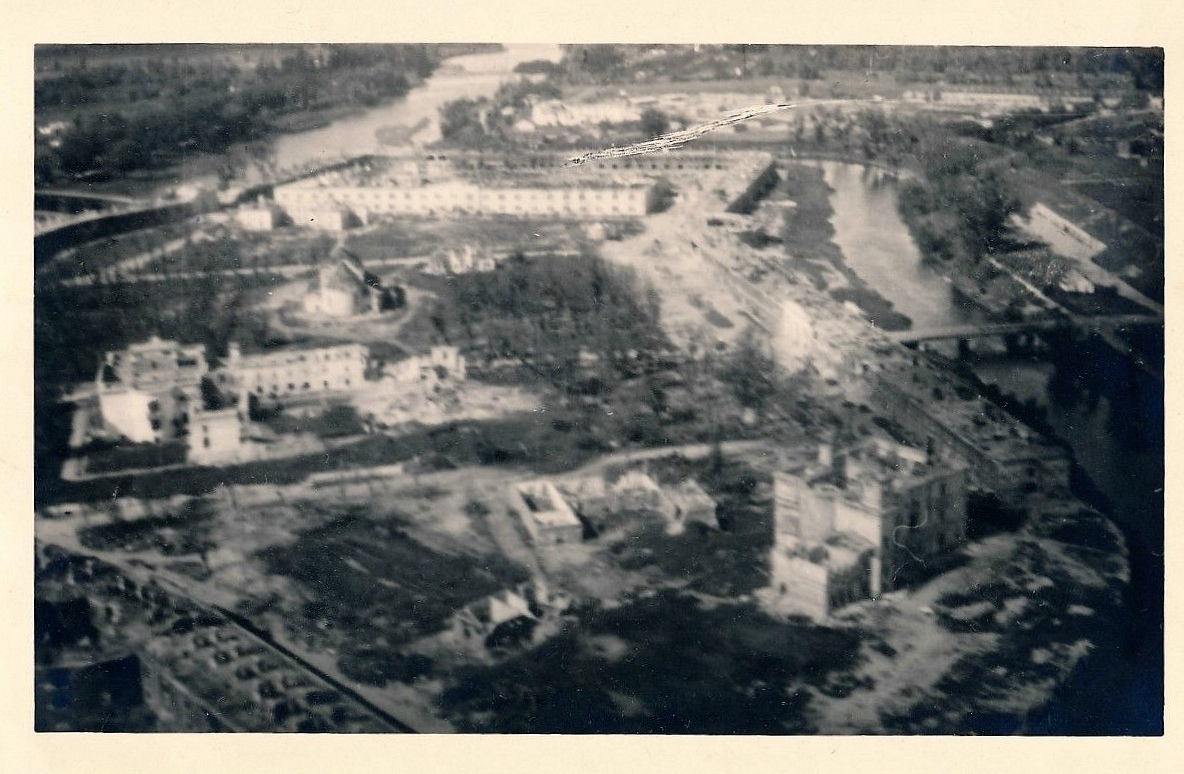
Аэрофотосъемка 1941 года

По состоянию на 22 июня 1941 года, день внезапного вторжения на территорию СССР германских войск, в Брестской крепости располагались подразделения 17-го Краснознамённого Брестского пограничного отряда, несколько подразделений 132-го отдельного батальона конвойных войск НКВД, 8 стрелковых и 1 разведывательный батальоны, 2 артиллерийских дивизиона (ПТО и ПВО), некоторые спецподразделения стрелковых полков и подразделения корпусных частей, сборы приписного состава 6-й Орловской и 42-й стрелковой дивизий 28-го стрелкового корпуса 4-й армии РККА, 33-го отдельного инженерного полка, штабы частей (штабы дивизий и 28-го стрелкового корпуса располагались в Бресте), всего не менее 7 тысяч человек, не считая членов 300 семей советских военнослужащих.
По словам генерала Л. М. Сандалова, «дислокация советских войск в Западной Белоруссии вначале не была подчинена оперативным соображениям, а определялась наличием казарм и помещений, пригодных для размещения войск. Этим, в частности, объяснялось скученное расположение половины войск 4-й армии со всеми их складами неприкосновенных запасов (НЗ) на самой границе — в Бресте и Брестской крепости». По плану прикрытия 1941 года 28-й стрелковый корпус в составе 42-й и 6-й стрелковых дивизий должен был организовать оборону на широком фронте на подготавливаемых позициях в Брестском укреплённом районе. Из числа войск, размещавшихся в крепости, для её обороны предусматривался лишь один стрелковый батальон, усиленный артдивизионом.
Штурм крепости, города Бреста и захват мостов через Западный Буг и Мухавец был поручен 45-й пехотной дивизии (45-я пд) вермахта генерал-майора Фрица Шлипера (около 15 тысяч человек) с частями усиления. Для ведения артподготовки в течение первых пяти минут дивизии придавались мортирные дивизионы 31-й и 34-й пехотных дивизий 12-го армейского корпуса 4-й армии.

## Гарнизон Бреста и крепости
Брестский гарнизон насчитывал около 9000 советских военнослужащих, включая рядовых солдат стрелковых подразделений, танкистов, пограничников и оперативников НКВД. Солдаты Красной армии входили в состав 6-й и 42-й стрелковых дивизий под командованием полковника Михаила Попсуй-Шапко и генерал-майора Ивана Лазаренко соответственно, 17-го пограничного отряда погранвойск НКВД и различных более мелких частей (включая госпиталь, гарнизон и медсанчасть, а также части 132-го отдельного конвойного батальона НКВД и др.) внутри крепости.

## Штурм крепости
Кроме дивизионной артиллерии 45-й пехотной дивизии вермахта для артиллерийской подготовки были привлечены девять лёгких и три тяжёлых батареи, батарея артиллерии большой мощности (две сверхтяжёлые 600-мм самоходные мортиры «Карл») и дивизион 210-мм мортир (21 cm Mörser 16). Кроме того, командующий 12-м армейским корпусом в течение первых пяти минут артподготовки сосредоточил по крепости огонь двух дивизионов таких же мортир 34-й и 31-й пехотных дивизий. Суммарный планируемый расход артбоеприпасов составил свыше 7 тысяч выстрелов калибром от 105 мм и выше. Приказ о выводе из крепости частей 42-й стрелковой дивизии, отданный лично командующим 4-й армией РККА генерал-майором А. А. Коробковым начальнику штаба дивизии по телефону в период с 3 часов 30 минут до 3 часов 45 минут, до начала военных действий не успели выполнить.
22 июня в 04:00 (по советскому «декретному» времени) немецкая артиллерия начала массированный артиллерийский обстрел восточной окраины города Бреста, а в 04:15 огонь был перенесён на крепость и Северный городок, застав гарнизон врасплох, из крепости поступали сведения о потерях убитыми и ранеными. В результате были уничтожены склады, повреждён водопровод (со слов выживших защитников, вода в водопроводе отсутствовала ещё за два дня до штурма), прервана связь, нанесён серьёзный урон гарнизону. В 04:23 начался штурм Волынского, Кобринского и Тереспольского укреплений крепости. Непосредственно на крепость наступали до полутора тысяч человек пехоты из трёх батальонов 45-й пехотной дивизии. Неожиданность атаки привела к тому, что единого скоординированного сопротивления гарнизон оказать не смог и был разбит на несколько отдельных очагов. Штурмовые отряды первой волны немцев, наступавшие на крепость, прошли до Северных ворот Кобринского укрепления, не встретив сопротивления. Однако вторая их волна была встречена перешедшими в контратаку частями гарнизона. Таким образом, нападающие были расчленены и частично уничтожены. Сильное сопротивление они встретили на Волынском и, особенно, на Кобринском укреплении, где дело доходило до штыковых атак.
К полудню положение стабилизировалось. Немцы смогли закрепиться лишь на отдельных участках цитадели, включая господствующее над крепостью здание клуба (бывшая церковь Святого Николая), столовую командного состава и участок казармы у Брестских ворот, на Тереспольском, на части Волынского и западе Кобринского укреплений.
В районе Западного форта и домов комсостава на Кобринском укреплении сражалась группа бойцов под командованием капитана В. В. Шабловского.
В районе Тереспольских ворот продолжали сражаться группы под командованием старшего лейтенанта А. Е. Потапова (в подвалах казарм 333-го стрелкового полка) и пограничники 9-й пограничной заставы лейтенанта А. М. Кижеватова (в здании пограничной заставы).
К 07:00 22 июня 42-я и 6-я стрелковые дивизии покинули крепость и город Брест, однако множеству военнослужащих этих дивизий так и не удалось выбраться из крепости. Именно они и продолжали сражаться в ней. По оценкам историка Р. Алиева, из крепости вышло около 6 тысяч человек, а осталось в ней около 9 тысяч. По другим данным, на 22 июня в крепости находилось лишь от 3 до 4 тысяч человек, так как часть личного состава обеих дивизий была вне крепости — в летних лагерях, на учениях, на строительстве Брестского укрепрайона (сапёрные батальоны, инженерный полк, по одному батальону от каждого стрелкового полка и по дивизиону от артиллерийских полков).
Из боевого отчёта о действиях 6-й стрелковой дивизии:

В 4 часа утра 22 июня был открыт ураганный огонь по казармам, по выходам из казарм в центральной части крепости, по мостам и входным воротам и домам начальствующего состава. Этот налет внес замешательство и вызвал панику среди красноармейского состава. Командный состав, подвергшийся в своих квартирах нападению, был частично уничтожен. Уцелевшие командиры не могли проникнуть в казармы из-за сильного заградительного огня, поставленного на мосту в центральной части крепости и у входных ворот. В результате красноармейцы и младшие командиры без управления со стороны средних командиров, одетые и раздетые, группами и поодиночке, выходили из крепости, преодолевая обводный канал, реку Мухавец и вал крепости под артиллерийским, миномётным и пулемётным огнём. Потери учесть не было возможности, так как разрозненные части 6-й дивизии смешались с разрозненными частями 42-й дивизии, а на сборное место многие не могли попасть потому, что примерно в 6 часов по нему уже был сосредоточён артиллерийский огонь.
— Сандалов Л. М. Боевые действия войск 4-й армии в начальный период Великой Отечественной войны
К 9 часам утра крепость была окружена. В течение дня немцы были вынуждены ввести в бой резерв 45-й пехотной дивизии (2-й батальон 135-го пехотного полка) и 133-й пехотный полк, первоначально являвшийся резервом корпуса. Также, после захвата Бреста, к крепости был отведён 130-й пехотный полк. Таким образом в последующей осаде была задействована вся 45-я пехотная дивизия.
Основная масса оставшихся в Брестской крепости военнослужащих, лишённая командования, не приняла участия в боевых действиях и в течение первых дней массово сдалась в плен. Фактически активное сопротивление противнику оказала только незначительная часть гарнизона. Защитники крепости стихийно объединялись в различные боевые группы, действовавшие по большей части разрозненно. Единого командования организовано не было. Таким образом, гарнизон крепости упустил возможность отразить атаки подразделений 45-й пехотной дивизии, деблокировать выходы из крепости и осуществить организованный выход из неё, что было вполне реальным.

## Оборона

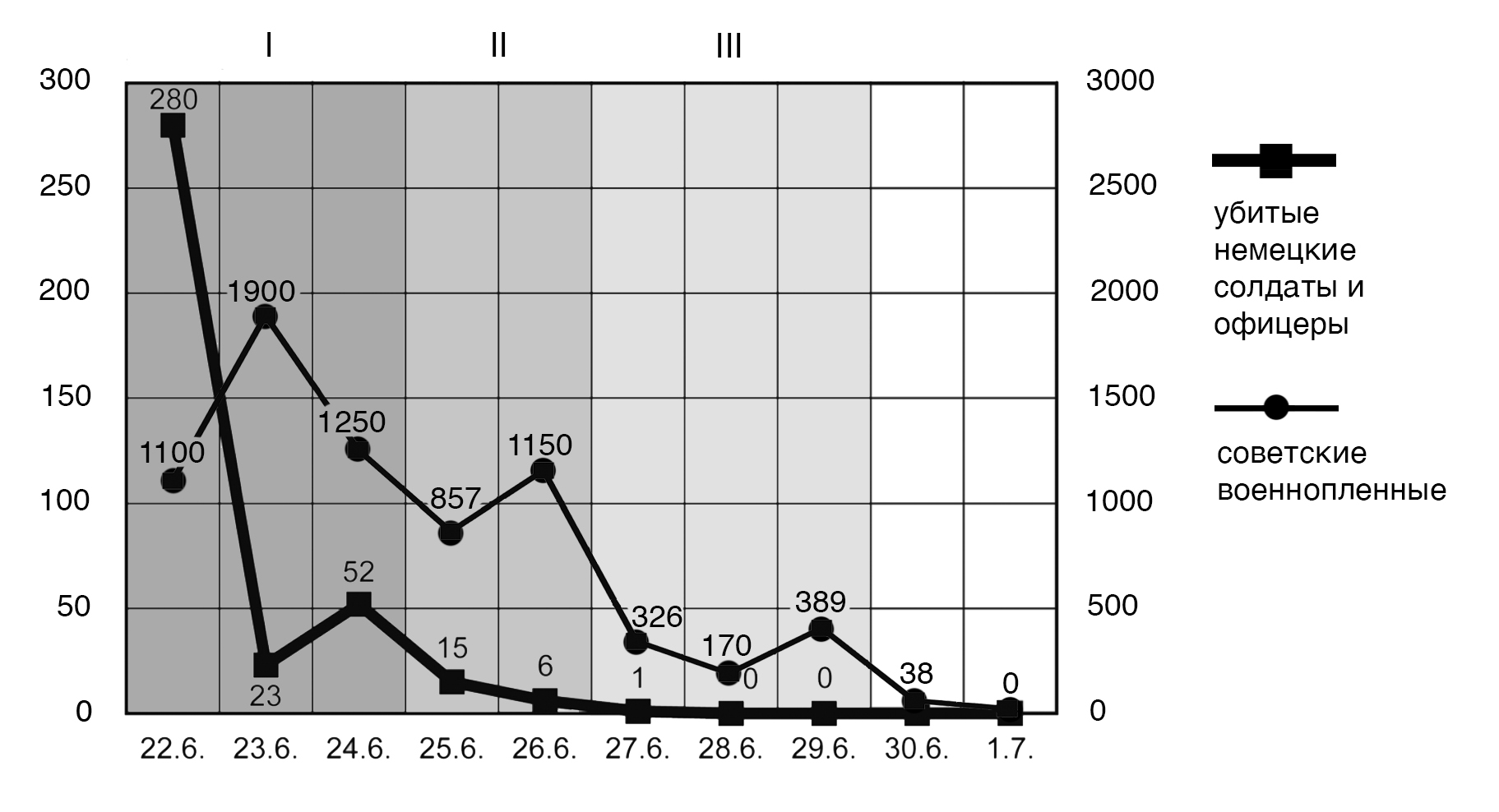
Развитие потерь в боях за Брестскую крепость в июне 1941 г.

### 23 июня
В ночь на 23 июня, отведя войска на внешние валы крепости, немцы начали артобстрел, в перерывах предлагая гарнизону сдаться. Сдалось около 1900 человек в западной части цитадели (расположение 333 сп и 44 сп) и на Северном острове. В восточной части цитадели защитникам крепости удалось, выбив немцев из примыкающего к Брестским воротам участка кольцевой казармы, объединить два наиболее мощных из остававшихся на цитадели очагов сопротивления — боевую группу 455-го стрелкового полка, возглавляемую лейтенантом А. А. Виноградовым (начальником химслужбы 455-го стрелкового полка) и капитаном И. Н. Зубачёвым (заместителем командира 44-го стрелкового полка по хозяйственной части), и боевую группу так называемого «Дома офицеров» — подразделениями, сосредоточенными здесь для намечаемой попытки прорыва, руководили полковой комиссар Е. М. Фомин (военный комиссар 84-го стрелкового полка), старший лейтенант Н. Ф. Щербаков (помощник начальника штаба 33-го отдельного инженерного полка) и лейтенант А. К. Шугуров (ответственный секретарь комсомольского бюро 75-го отдельного разведывательного батальона).

### 24 июня
Встретившись в подвале «Дома офицеров», защитники цитадели попытались скоординировать свои действия: был подготовлен датированный 24 июня проект приказа № 1 (автор текста — капитан И. Н. Зубачёв, подписан также Е. М. Фоминым, лейтенантом А. А. Виноградовым и старшим лейтенантом А. И. Семененко), в котором предлагалось создать сводную боевую группу и штаб во главе с капитаном И. Н. Зубачёвым и его заместителем полковым комиссаром Е. М. Фоминым, подсчитать оставшийся личный состав. Однако в полной мере осуществить планы не удалось — немцы ворвались в цитадель. Большая группа защитников цитадели во главе с лейтенантом А. А. Виноградовым пыталась прорваться из крепости через Кобринское укрепление. Но это окончилось неудачей: хотя группе прорыва, разделившейся на несколько отрядов, удалось вырваться за главный вал, её бойцы были почти все пленены или уничтожены подразделениями 45-й пехотной дивизии, занимавшими оборону у огибавшего Брест шоссе.
К вечеру 24 июня немцы овладели большей частью крепости, за исключением участка кольцевой казармы («Дом офицеров») возле Брестских (Трёхарочных) ворот цитадели, казематов в земляном валу на противоположном берегу Мухавца («пункт 145») и расположенного на Кобринском укреплении так называемого «Восточного форта» — его обороной, состоявшей из 400 бойцов и командиров Красной армии, командовал майор П. М. Гаврилов (командир 44-го стрелкового полка). В этот день немцам удалось пленить 1250 защитников крепости.

### 25-26 июня
Продолжавшиеся попытки прорывов из цитадели к успеху не привели. После проведённых 25-26 июня подрыва нескольких отсеков кольцевой казармы «Дома офицеров», последние 450 защитников цитадели и пункта 145 сложили оружие.

### 29-30 июня
В подвалах казарм 333-го полка у Тереспольских ворот группа А. Е. Потапова и присоединившиеся к ней пограничники А. М. Кижеватова до 29 июня продолжали вести бои. 29 июня они предприняли отчаянную попытку прорыва на юг, в сторону Западного острова, с тем, чтобы потом повернуть к востоку. В ходе прорыва большинство его участников погибло или было захвачено в плен.
После сброса немцами 22-х 500-килограммовых бомб и авиабомбы весом в 1800 кг пал Восточный форт. Однако окончательно зачистить его немцам удалось лишь 30 июня (из-за начавшихся 29 июня пожаров).
Оставались лишь изолированные очаги сопротивления и одиночные бойцы, собиравшиеся в группы и организовывающие активное сопротивление, либо пытавшиеся прорваться из крепости и уйти к партизанам в Беловежскую пущу (многим это удалось). Майор П. М. Гаврилов (см. раздел «Последний бой 23 июля») был пленён раненым в числе последних — 23 июля 1941 года, на 32-й день после начала войны. Одна из надписей в крепости гласит: «Я умираю, но не сдаюсь! Прощай, Родина. 20/VII-41». В конце августа 1941 года Брест посетили А. Гитлер и Б. Муссолини. Также известно, что камень, который А. Гитлер взял из развалин моста, был обнаружен в его кабинете уже после окончания войны. Для устранения последних возможных очагов сопротивления германское верховное командование отдало приказ затопить подвалы крепости водой из реки Западный Буг.
Немецкими войсками в крепости было взято в плен около 7 тысяч советских военнослужащих (по донесению командира 45-й дивизии генерал-лейтенанта Шлипера, на 30 июня было взято в плен 101 офицеров, 7122 младших командиров и бойцов), около 2 тысяч советских военнослужащих погибло в крепости.
Суммарные потери немцев (ранеными, убитыми, пропавшими без вести) в Брестской крепости составили 1197 человек, из них 87 офицеров вермахта на Восточном фронте за первую неделю войны. По другим данным, эти потери были несколько выше: 482 убитых (в том числе 32 офицера) и свыше 1000 раненых.

Извлечённый опыт:
1. Короткий сильный артогонь по старым крепостным кирпичным стенам, скрепленным бетоном, глубоким подвалам и ненаблюдаемым убежищам не даёт эффективного результата. Необходим длительный прицельный огонь на уничтожение и огонь большой силы, чтобы основательно разрушить укреплённые очаги.

Ввод в действие штурмовых орудий, танков, и др. очень затруднён из-за ненаблюдаемости многих убежищ, крепости и большого количества возможных целей и не даёт ожидаемых результатов из-за толщины стен сооружений. В частности, для таких целей не приспособлен тяжёлый миномёт.
Превосходным средством для морального потрясения находящихся в укрытиях является сбрасывание бомб крупного калибра.
1.  Наступление на крепость, в которой сидит отважный защитник, стоит много крови. Это простая истина ещё раз доказана при взятии Брест-Литовска. К сильным ошеломляющим средствам морального воздействия относится также тяжёлая артиллерия.
2. Русские в Брест-Литовске боролись исключительно упорно и настойчиво. Они показали превосходную выучку пехоты и доказали замечательную волю к борьбе.

— Боевое донесение командира 45-й дивизии генерал-лейтенанта Шлипера о занятии крепости Брест-Литовск, 8 июля 1941 г.

### Последний бой 23 июля
По версии государственного учреждения Республики Беларусь «Мемориальный комплекс „Брестская крепость-герой“» — после 30 июня «сопротивление продолжали воины-одиночки».
Единственным задокументированным доказательством сопротивления после 29 июня 1941 г. является отчёт, в котором говорится, что 23 июля 1941 г. произошла перестрелка с последующим захватом на следующий день советского лейтенанта Так описан последний документально подтверждённый бой в крепости в немецком отчёте.

Командующий войсками в Генерал-губернаторстве (Iа): из журнала боевых действий № 1 
О перестрелке у Северных ворот и пленении командира
23.07.1941 В середине дня 23.07 команда по уборке [территории] подверглась обстрелу из каземата у Северных ворот, стреляли оставшиеся блокированные [в каземате] враги. Ранено 5 человек. Во время последовавшего за этим событием прочесывания крепости ранен ещё один солдат. В плен взят 1 русский старший лейтенант.
[...] 24.07.1941
[...] В результате прочёсывания крепости Брест-Литовска на наличие оставшихся в живых врагов были найдены только 7 погибших русских.

## Память о защитниках крепости

Памятник защитникам Брестской крепости и Вечный огонь

Впервые об обороне Брестской крепости стало известно из документов архива штаба 45-й пехотной дивизии вермахта, захваченных в феврале 1942 года в районе Кривцово Орловской области. В конце 1940-х годов в газетах появились первые статьи об обороне Брестской крепости. 
В 1951 году при разборе завалов казармы у Брестских ворот был найден приказ № 1. В том же году художник П. А. Кривоногов написал картину «Защитники Брестской крепости». 19 февраля 1952 года в музее истории Великой Отечественной войны в Минске была открыта экспозиция, посвящённая обороне Брестской крепости. В дальнейшем, при разминировании развалин крепости от взрывоопасных предметов было обнаружено пробитое пулями и осколками знамя Брестской крепости (которое стало экспонатом Центрального музея Советской Армии).
8 ноября 1956 года начал работу музей обороны Брестской крепости. 
Заслуга восстановления памяти героев крепости во многом принадлежит писателю и историку С. С. Смирнову, а также поддержавшему его инициативу К. М. Симонову. Подвиг героев Брестской крепости был популяризован С. С. Смирновым в книге «Брестская крепость» (1957, расширенное издание 1964, Ленинская премия 1965). После этого тема обороны Брестской крепости стала важным символом Победы.
8 мая 1965 года Брестской крепости присвоено звание крепость-герой с вручением ордена Ленина и медали «Золотая Звезда».
С 25 сентября 1971 года крепость является мемориальным комплексом. На её территории выстроен ряд монументов в память героям.

## Дальнейшая судьба защитников крепости
После публикации в 1957 году книги Сергея Смирнова «Брестская крепость» выяснилось, что герои обороны крепости — персонажи, которые в его книге значились как погибшие, не сгинули в немецком плену, а «переместились» из него летом 1945 года в советские концлагеря — с длительными сроками заключения. Поскольку они как «изменники Родины» не рассчитывали на амнистию, а пересмотр сроков заключения по их делам не предусматривался, то в их письмах в издательство просто излагались просьбы исправить допущенную писателем неточность, что в итоге привело к выходу нового расширенного издания книги в 1964 году. После того как о произошедшем было доложено «наверх», выжившие персонажи книги «Брестская крепость» были в негласном порядке помилованы и освобождены из лагерей.
22 августа 2016 года «Вести Израиля» сообщили неверную информацию, что в Ашдоде умер последний из оставшихся в живых участников обороны Брестской крепости Борис Фаерштейн. Однако, одним из последних умерших участников обороны крепости является также Габбас Жуматов, скончавшийся в Казахстане 14 июня 2018 года. Согласно же данным Историко-краеведческого музея Байгильдинского сельского лицея, а также множеству записей в сети Интернет, возможно последним из оставшихся в живых защитников Брестской крепости был Ришат Салихович Исмагилов (15 апреля 1920 — 3 сентября 2020), проживавший в Республике Башкортостан. Также нет данных о смерти санитарки Валентины Зенкиной, которая на ноябрь 2019 года была жива.
Судьба семей военнослужащих
Осенью 1942 года в Брестской области начались массовые расстрелы семей военнослужащих. Они начались с самых глухих окраин области и подтягивались, как удавка к городу. В этот период многие семьи гарнизона Брестской крепости были расстреляны немцами. Спаслись те, кто жил или работал в Бресте, кого успели предупредить хозяева-крестьяне, где жили семьи. Остались живы также те, кто поселился в партизанской зоне.
Касаткин Константин Фёдорович долгие годы искал свою семью. Лишь летом 1957 года, когда впервые приехал в Брест, узнал о её трагической судьбе:
«Как-то вечером в гостиницу зашла жена одного из командиров, взглянула на фото семьи, вспомнила её и сообщила, что в 1942 году семья была расстреляна вместе с другими семьями военнослужащих в д. Подлесье-Радваничское Брестской области. Заехав в деревню, я разыскал хозяев дома, где жила моя семья. Они рассказали, что летом 1941 года в деревню пришли около 50 семей воинов Красной Армии. Их расселили по хатам. Осенью 1942 года в деревне появился карательный отряд. Всем «восточникам» предложено собрать вещи, детей, погрузить в автомобиль, ехать в Брест на работы. Завезли в лес и расстреляли. Останки после войны похоронены в с. Каменец-Журавецкий в саду против клуба». 

## Сложности исследования
Восстановление хода событий, произошедших в Брестской крепости в июне-июле 1941 года, сильно затруднено практически полным отсутствием документов советской стороны. Основными источниками сведений являются свидетельства выживших защитников крепости, полученные в своей массе по прошествии значительного времени после окончания Великой Отечественной войны. Есть основания полагать, что эти свидетельства содержат в себе множество недостоверной, в том числе сознательно искажённой, по тем или иным причинам, информации. Так, например, у многих ключевых свидетелей даты и обстоятельства пленения не соответствуют данным, зарегистрированным в немецких картах военнопленных. По большей части, дата пленения в немецких документах указана раньше, чем дата, сообщённая самим свидетелем в послевоенных показаниях. В этой связи существуют сомнения в достоверности информации, содержащейся в таких показаниях.
Многие материалы по обороне Брестской крепости, находящиеся в российских архивах, не рассекречены до сих пор; и лишь спустя 78 лет, в 2019 году российское Министерство обороны рассекретило некоторые из них.
Среди огромного количества советской литературы нет академических публикаций, так как советские историки обходили эту тему. Первая российская полуакадемическая монография была опубликована только в 2008 году Ростиславом Алиевым. Первая и пока единственная кандидатская диссертация о Брестской битве 1941 года была защищена в 2019 году и опубликована в 2021 году Кристианом Ганцером.

## Брестская крепость-герой в искусстве

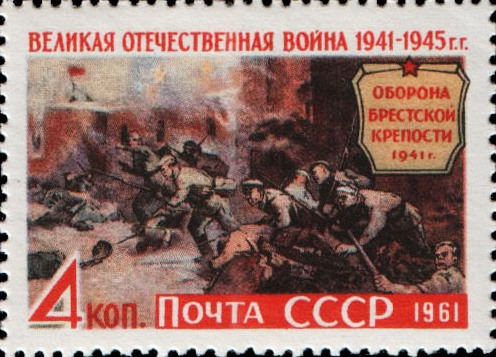
Почтовая марка, 1961 год

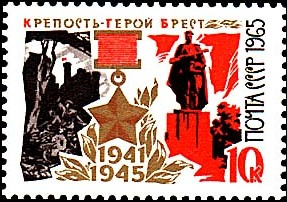
Почтовая марка СССР, 1965 год

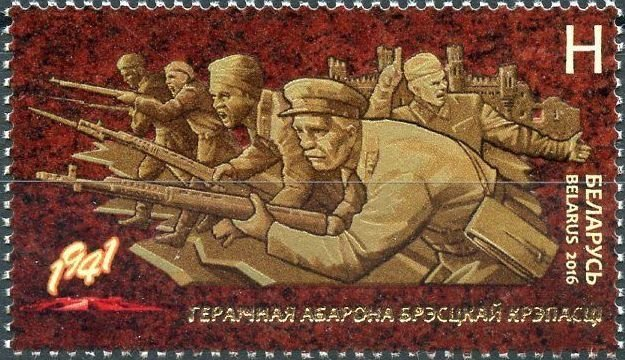
Почтовая марка Белоруссии, 2016 год

### Художественные фильмы
- «Бессмертный гарнизон» (1956);
- «Битва за Москву», фильм первый «Агрессия» (одна из сюжетных линий) (СССР, 1985 год);
  - Телесериал «Трагедия века» — серия «Бессмертный гарнизон», представляет собой перемонтированные кадры фильма «Битвы за Москву» с дополнительными кадрами военной хроники и закадровым текстом (Россия, 1993—1994);
- «Я — русский солдат» — по повести Бориса Васильева «В списках не значился» (Россия, 1995 год);
- «Брестская крепость» (Белоруссия—Россия, 2010 год);
- «Прерванные воспоминания» (Азербайджан—Беларусь, 2015 год);
- «В списках не значился» — по одноимённой повести Бориса Васильева (Россия, 2025 год).

### Документальные фильмы
- «Герои Бреста» — документальный фильм о героической обороне Брестской крепости в самом начале Великой Отечественной войны (Студия ЦСДФ, 1957)
- «Дорогой отцов-героев» (недоступная ссылка) — любительский документальный фильм о 1-м Всесоюзном слёте победителей похода молодёжи по местам боевой славы в Брестской крепости (1965)
- «Брестская крепость» — документальная трилогия об обороне крепости в 1941 году (ВоенТВ, 2006)
- «Брестская крепость» (Россия, 2007)
- «Берасьцейская крэпасьць: дзьве абароны» (Белсат, 2009)
- «Брест. Крепостные герои» (НТВ, 2010)
- «Брест 360. Панорама войны» (НТВ, 2021)
- «22 июня. Брестская крепость»: военно-историческая реконструкция (2021)

### Художественная литература
- Губарэвіч Кастусь. Брэсцкая крэпасць: гераічная драма ў 2 ч.. — Мінск: Беларусь, 1972. — 82 с.
- Бобренок С. Т. У стен Брестской крепости. Записки участника обороны. — 2-е изд. — Минск: Мастацкая литература, 1981. — 190 с.
- Васильев Б. Л. В списках не значился. — М.: Детская литература, 1986. — 224 с.
- Чернов А. Н. Гарнизон отважных : Воспоминания. — Саратов : Книжное издательство, 1959. — 198 с.
- Ошаев Х. Д. Брест — орешек огненный : Худож.-докум. повесть : [Об участниках обороны Брест. крепости из Чечено-Ингушетии]. — Грозный : Чеч.-Инг. изд.-полигр. об-ние "Книга", 1990. — 139 с. — ISBN 5-7666-0272-3.
- Смирнов С. С. Брестская крепость. — М.: Молодая гвардия, 1965. — 496 с.
- Гаврилов П. М. Сражается крепость : Документальная повесть / Литературная запись А. И. Макаренко. — Краснодар : Книжное издательство, 1975. — 94 с.

### Песни
- «Для героев Бреста смерти нет» — песня Эдуарда Хиля.
- «Брестский трубач» — музыка Владимира Рубина, слова Бориса Дубровина.
- «Героям Бреста посвящается» — слова и музыка Александра Кривоносова.

### Исторические исследования
- Алиев Р. В. Брестская крепость. Взгляд с немецкой стороны // Фронтовая иллюстрация. — М.: Стратегия КМ, 2008. — 74 с. — ISBN 5-901266-01-3.
- Алиев Р. В. Штурм Брестской крепости / Отв. ред. И. Петровский. — М.: Яуза; Эксмо, 2012. — 800 с. — ISBN 978-5-699-56679-2. Рецензия на книгу Алиева (на белорусском языке)
- Л. С. Ахметова /  L. S. Akhmetova. 1941. Брестская крепость : Казахстан / 1941. Brestskai︠a︡ krepostʹ : Kazakhstan. — Almaty, 2016. — 623 с. — ISBN 978-601-7047-56-6, 601-7047-56-6.
- Кристиан Ганцер (руководитель группы авторов-составителей), Ирина Еленская, Елена Пашкович и др. Брест. Лето 1941 года. Документы, материалы, фотографии. — Смоленск: «Инбелкульт», 2016. ISBN 978-5-00-076030-7
- Крыстыян Ганцэр, Алена Пашковіч. «Гераізм, трагізм, мужнасьць». Музей абароны Берасьцейскай крэпасьці.// ARCHE пачатак № 2/2013 (чэрвень 2013), с. 43—59.
- Кристиан Ганцер. Переводчик виноват. Влияние перевода на восприятие исторических событий (на примере отчета генерал-майора Фрица Шлипера о боевых действиях по захвату Брест-Литовска) // Беларусь і Германія: гісторыя і сучаснасць. Выпуск 13. Мінск 2015, с. 39—45.
- Кристиан Ганцер. Немецкие и советские потери как показатель продолжительности и интенсивности боев за Брестскую крепость. // Беларусь і Германія: гісторыя і сучаснасць. Выпуск 12. Мінск 2014, с. 44—52.
- Кристиан Ганцер. Воспоминания защитников Брестской крепости как исторические источники. Проблемы и шансы // Е. И. Пашкович (ред.): Личность в истории. Героическое и трагическое. Сборник материалов VI международной конференции. Брест, 22—23 ноября 2013 года. В двух частях. Часть 2. Брест 2015, с. 32—42.
- Левкович А. П. Численный состав Брестской крепости накануне и в первые дни Великой Отечественной войны // Урок ценою судеб: материалы Международной научно-практической студенческой конференции (Минск, 11 мая 2016 г.) / Отв. ред. А. Ф. Рудник. — БГУ, Военный факультет. — Минск: БГУ, 2016. — С. 211—219.
- Мощанский И. Б. Трагедия Брестской крепости. Антология подвига. 22 июня — 23 июля 1941 года / . — М.: Вече, 2010. — 128 с. — (Наземные операции). — ISBN 978-5-9533-5077-8.
- Новікаў С. Я. Абарона Брэсцкай крэпасці летам 1941 года: ў ацэнцы гістарыяграфіі і ў святле дакументаў (бел.) // Беларуская думка. — Минск, 2010. — № 5. — С. 88—. — ISSN 0023-3102.
- Платошкин Н. Н. «Особенно ожесточённо оборонялся гарнизон имеющей важное значение крепости Брест» // Военно-исторический журнал. — М.: Минобороны России, 2013. — № 6. — С. 16—20. — ISSN 0321-0626. Архивировано 11 августа 2018 года.
- Christian Ganzer. «Remembering and Forgetting: Hero Veneration in the Brest Fortress.» // Siobhan Doucette, Andrej Dynko, Ales Pashkevich (ed.): Returning to Europe. Belarus. Past and Future. Warsaw 2011, pp. 138—145. — на английском, на белорусском
- Christian Ganzer. Czy «legendarna twierdza» jest legendą? Oborona twierdzy brzeskiej w 1941 r. w świetle niemeckich i austriackich dokumentów archiwalnych // Wspólne czy osobne? Miesca pamięci narodów Europy Wschodniej. Białystok/Kraków 2011, s. 37—47.
- Christian Ganzer, Alena Paškovič. Tragik, Kühnheit." Das Museum der Verteidigung der Brester Festung // Osteuropa 12/2010, s. 81—96.
- David R. Marples and Per Anders Rudling. War and Memory in Belarus: The Annexation of the Western Borderlands and the Myth of the Brest Fortress, 1939—41 // Białoruskie Zeszyty Historyczne (Беларускі гістарычны зборнік). — Vol. 32 (December 2009). — PP. 225—244 (белорусскоязычная версия: Дэвід Р. Марплз, Пэр Андэрс Рудлінг. Вайна і гістарычная памяць у Беларусі: далучэньне заходніх абласьцей і міт пра Берасьцейскую крэпасьць // ARCHE. — 2010. — № 5 (92). — С. 11—60.).